# San Salvador de Cornellana
El Monestir de Sant Salvador està situat a la localitat asturiana de Cornellana en el concejo de Salas. Està catalogat com Monument Nacional des de 1931.

## Història
El monestir se situa en una zona que compta amb restes de poblaments prehistòrics (paleolítics i neolítics), així com poblaments castrenys, com el castro de Penya la Cabra, el castro de la Rodriga o de la Doriga, així com el castro romà de la vila Murias de la Doriga. També se situa prop del camí de la Mesa, via de gran ús des de l'antiguitat, destacada per ser d'ús corrent dels romans com a eix articulat d'Astúries, quan estava sota el seu domini.
Es conserva encara el document fundacional, i per ell es pot afirmar que la fundació del monestir es va realitzar l'any 1024, quan la infanta Cristina, filla del rei Beremund II de Lleó i la reina Velasquita de Lleó; dona un conjunt de propietats i una església, que havia erigit al costat del seu marit Ordoño Ramírez el Cec, ja mort. La donació de la infanta es complementava amb algunes viles i esglésies dels voltants, a més de propietats agrícoles i una quantitat considerable de caps de bestiar; al costat de l'aixovar litúrgic per duplicat i que incloïa dues corones rituals (utilitzades en la tradició ritual hispànica o visigoda). Aquest detall ha fet pensar a alguns autors en la possibilitat de l'existència d'un monestir dúplice.
La mort de la infanta va suposar el desmembrament de la propietat del monestir entre els seus hereus en repetides ocasions, fins que Suero Vermúdez, besnet de la infanta Cristina, i la seva dona Enderquina, van aconseguir reunir novament totes aquestes propietats permetent amb això el seu creixement. Com el matrimoni no va deixar descendència, van donar el monestir a l'orde de Cluny, l'any 1122, la qual cosa va suposar per al monestir una autèntica reforma eclesiàstica que elimina els rituals i formes visigodes dels regnes hispans inaugurant la pràctica ritual romana. Aquest procés de reforma eclesial va suposar també modificacions del conjunt de les edificacions, produint-se en aquest moment la construcció d'un claustre seguint els usos benedictins, iniciant-se la construcció de la galeria est, anomenada també  panda , i s'hi distribueixen els diferents espais necessaris per a la vida monacal o catedralícia; passant més tard a l'edificació de la galeria o colla oest. Més tard, a partir del segle xiii s'enfronten a la reedificació de l'església. Actualment d'aquestes intervencions es conserven algunes parets del claustre, els absis de l'església, així com alguns elements escultòrics.
Iniciat el segle XIV el poder de l'orde del Cluny al monestir desapareix i el monestir es veu embolicat en els conflictes nobiliaris que durant la Baixa Edat Mitjana es produeixen a tota la zona asturiana. El monestir es troba enmig d'una lluita de poder per la possessió d'aquest que tenen entre el bisbe Gutierre, el concejo de Sales i importants nobles que intenten retallar l'ampli senyoriu jurisdiccional que el monestir havia aconseguit durant el segle xii, i que havia estat confirmat per Alfons VII. No obstant els problemes, s'aconsegueix finalitzar l'obra del claustre i es tracta de reorganitzar els territoris que els pertany, establint impostos feudals com “portazgos”.
A partir de 1536 el Monestir passa a formar part de la Congregació benedictina de Valladolid, començant una sèrie de reformes constructives que van portar a la reedificació de tot el complex començant per l'església per aconseguir acomodar-la als nous usos i modes de la Contrareforma. L'escut de Castella i Lleó passa a col·locar-se a la façana de l'església com a símbol de la dependència val·lisoletana. Les naus de l'església són voltades elevant la coberta de les naus laterals amb el qual s'aconsegueix que l'aspecte exterior del temple resulti una mica cúbic.
Passen immediatament a reedificar el claustre, començant per la façana, la qual van a avançar, agafant terreny on s'ubicava la torre de l'església. El nou claustre, tot i mantenir les dimensions del medieval augmentant l'amplada i alçada de les galeries, és a dir, la zona habitable. També es porta a terme la construcció de dos patis de serveis a l'Est i l'Oest del claustre principal, un per a ús com graner i l'altre dedicat a tasques artesanals.
Els francesos, durant la seva dominació, van utilitzar el cenobi com cavallerisses, passant a incendiar-les a la seva marxa. Després, encara que se li van privar de totes les seves propietats, els monjos van poder tornar al monestir en ple procés desamortitzador. Al final fins i tot els edificis van ser venuts a particulars, utilitzant el nou propietari les instal·lacions monacals per a la ubicació en elles d'una fàbrica de mantega. En 1878 l'Església va aconseguir comprar novament el monestir que va passar a mans del Bisbat d'Oviedo.
El 1931 es va aconseguir la seva declaració com a Monument Nacional. Un cop finalitzada la guerra civil, l'arquitecte Luis Menéndez Pidal va dur a terme els projectes de restauració de l'església, la torre romànica i part del claustre.
El monestir es va mantenir en un estat d'abandó considerable durant l'últim terç del segle xx, presentant abundants danys que feien necessàries obres de rehabilitació, que només acumulaven anys de retard. Tot això va suposar una ruïna i deteriorament progressius per falta d'atenció que van provocar entre altres coses l'aparició d'humitats i abundant vegetació que danyava l'estat de conservació de les pedres.
Es va iniciar l'any 1998 un procés de recuperació del monestir de Sant Salvador, amb la celebració del congrés «Rehabilitació sostenible del patrimoni històric», en Sales, cosa que va provocar la posada en marxa de la rehabilitació integral de l'edifici. Aquesta rehabilitació va començar a 1999 i va suposar una inversió de 4,4 milions d'euros en la posada en marxa de dues escoles taller i un taller d'ocupació que es van ocupar de les obres a la plaça l'oest i el pati de l'est, realitzada per part del Govern regional. Malgrat això, l'any 2009 es va posar en evidència la urgent necessitat d'una nova intervenció al complex, la qual cosa va portar a la signatura, en el mateix 2009, per part del Ministeri d'Habitatge, el Principat i l'Ajuntament de Sales, d'un conveni que modificava els subscrits en 2007 i 2008, amb un pressupost de 5,7 milions per a la rehabilitació del claustre i la part est del monestir, que pretén deixar el monestir en condicions per a la instal·lació en ella d'un hotel i el centre documental del Camí de Santiago del Nord; així com la creació a la planta baixa d'una biblioteca i una sala d'usos polivalent.
Malgrat tots els convenis, l'any 2013, els veïns de Sales, en veure el declivi del monestir, pendent de ser rehabilitat des de fa anys, van començar a promoure les accions per frenar l'ensorrament de l'edifici.
La rehabilitació del monestir hauria d'anar a càrrec del conveni que es va signar el 2007 entre el Govern d'Espanya i el Principat i que està paralitzat. L'any 2012, el Ministeri de Foment va anunciar que no disposava de la partida pressupostària per a la seva acord a curt termini, uns 3, 5 milions d'euros. Per la seva banda el Principat havia d'aportar el 40% restant, uns 2,3 milions d'euros, ja que l'obra es va valorar en uns 5,8 milions d'euros.
A l'octubre de 2014 el Consell de Govern del Principat va autoritzar una despesa d'1.337.644 euros per a rehabilitar les cobertes del monasterio.

## Descripció
El conjunt arquitectònic del monestir de Sant Salvador de Cornellana inclou diversos edificis entre els que sobre surten l'església i el monestir adjunt. L'església de Sant Salvador, d'estil romànic, va ser reformada a la segona meitat del segle xvii. Presenta planta basilical de tres naus, de les quals la central destaca per la seva alçada, possiblement a causa de la reforma del segle XVII; separades per pilars cruciformes, amb una capçalera de tres absis i una torre adossada al lateral dret, de dos pisos i planta quadrada.
De la primera fase de la seva construcció es creu que és la torre que se situa a la capçalera de l'església, la seva advocació és Sant Joan Baptista, i és la parròquia de Cornellà; que constitueix en element més antic del complex del monestir; algunes estructures entorn de l'absis de l'església romànica del segle xiii, que es van exhumar en una intervenció realitzada l'any 2001, permeten pensar que també són d'aquest període inicial.
D'estil romànic es pot observar la coneguda com Porta de l'Ossa, que podria considerar l'antic accés al monestir, encara que per descomptat no en la seva actual ubicació. Són diverses les interpretacions que es fan de l'ossa, per a alguns autors té simbologia religiosa, per altres té el seu origen en la fundació del monestir. També romànics són els arcs del claustre, una torre que feia de campanar i els absis de l'església, que són semicirculars, amb quatre cossos i columnes, amb decoració de mènsules a la teulada i espitlleres en les tres caps de la nau.

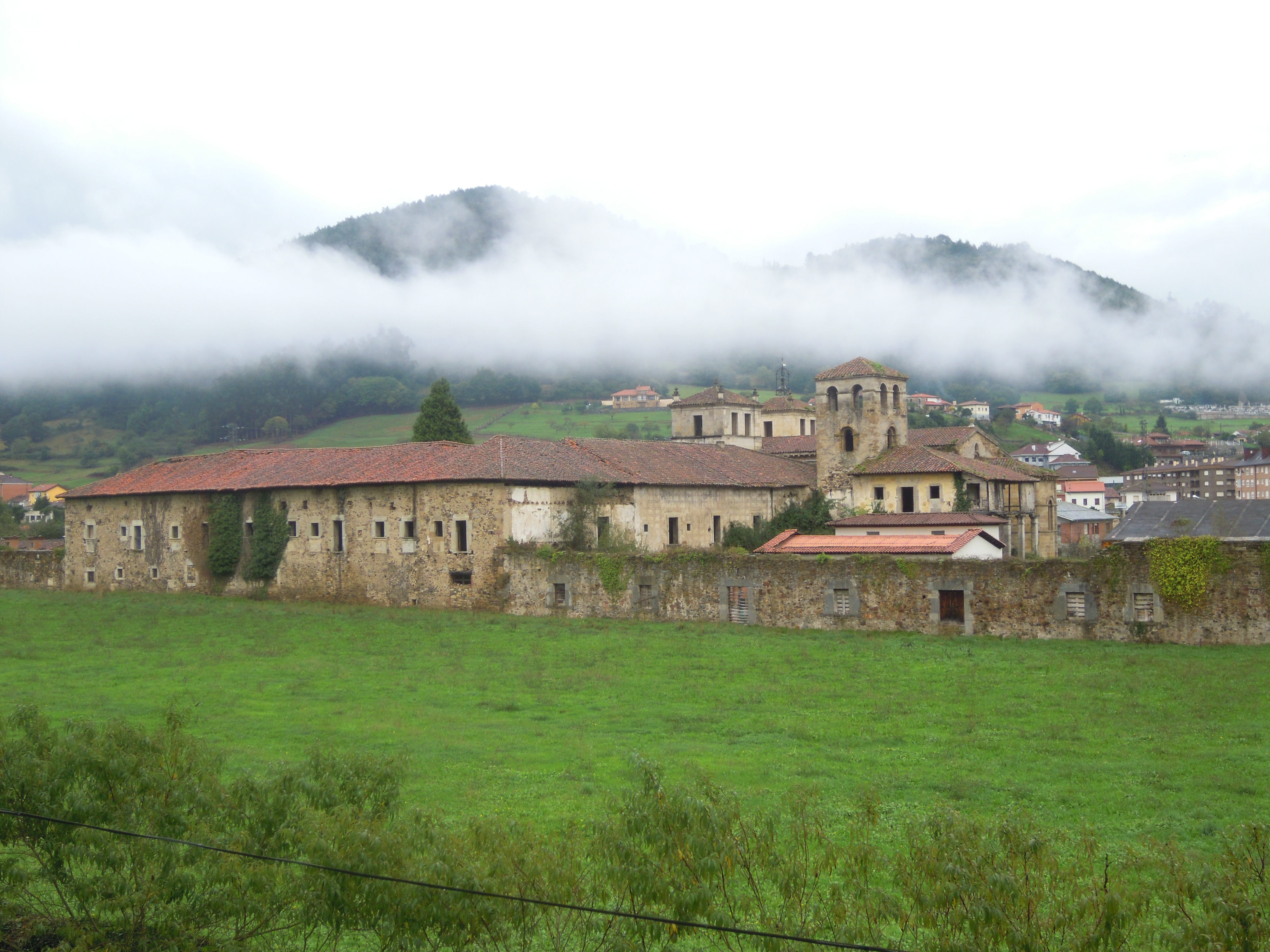
Vista general del monestir.
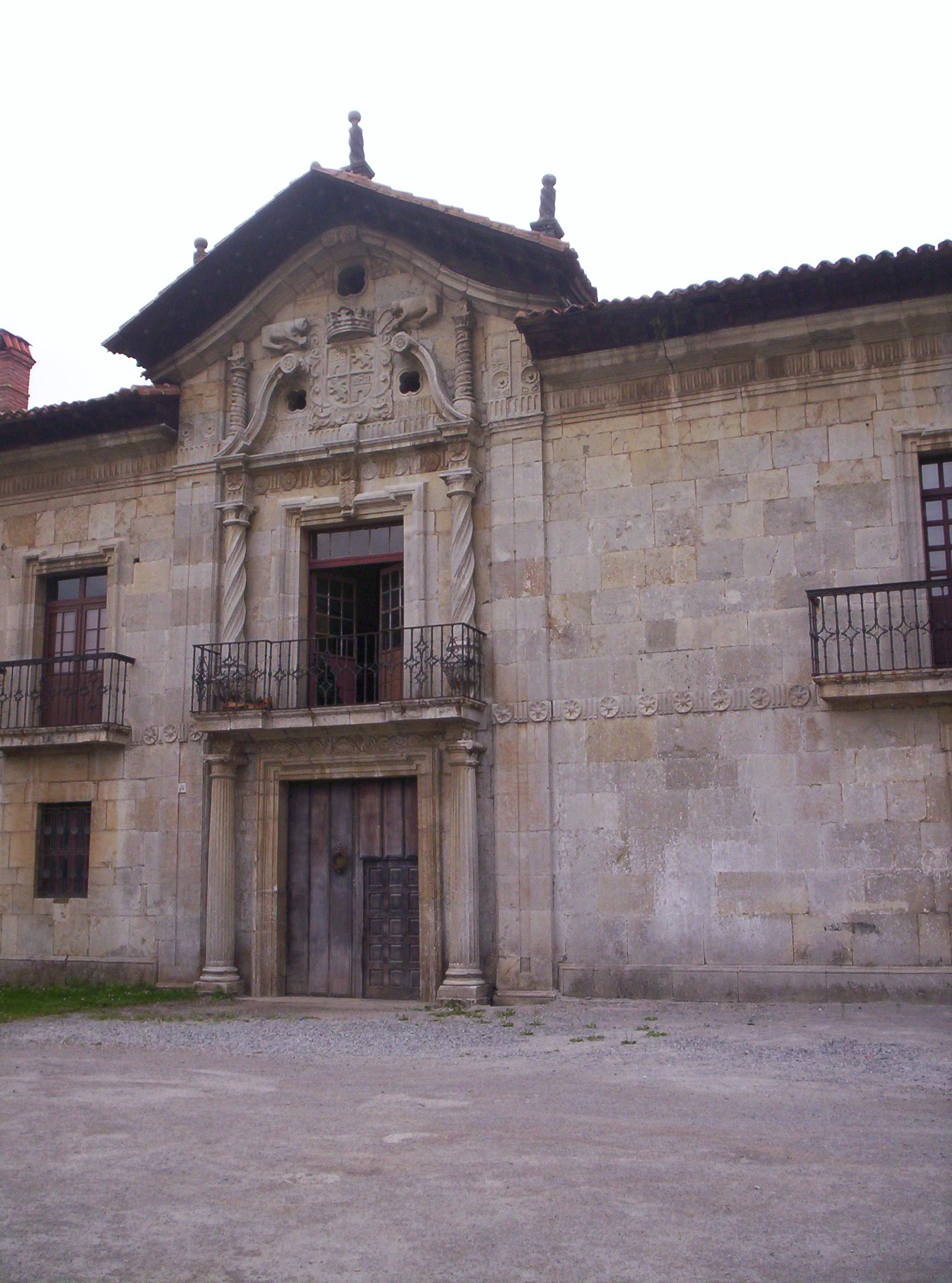
Porta d'accés.
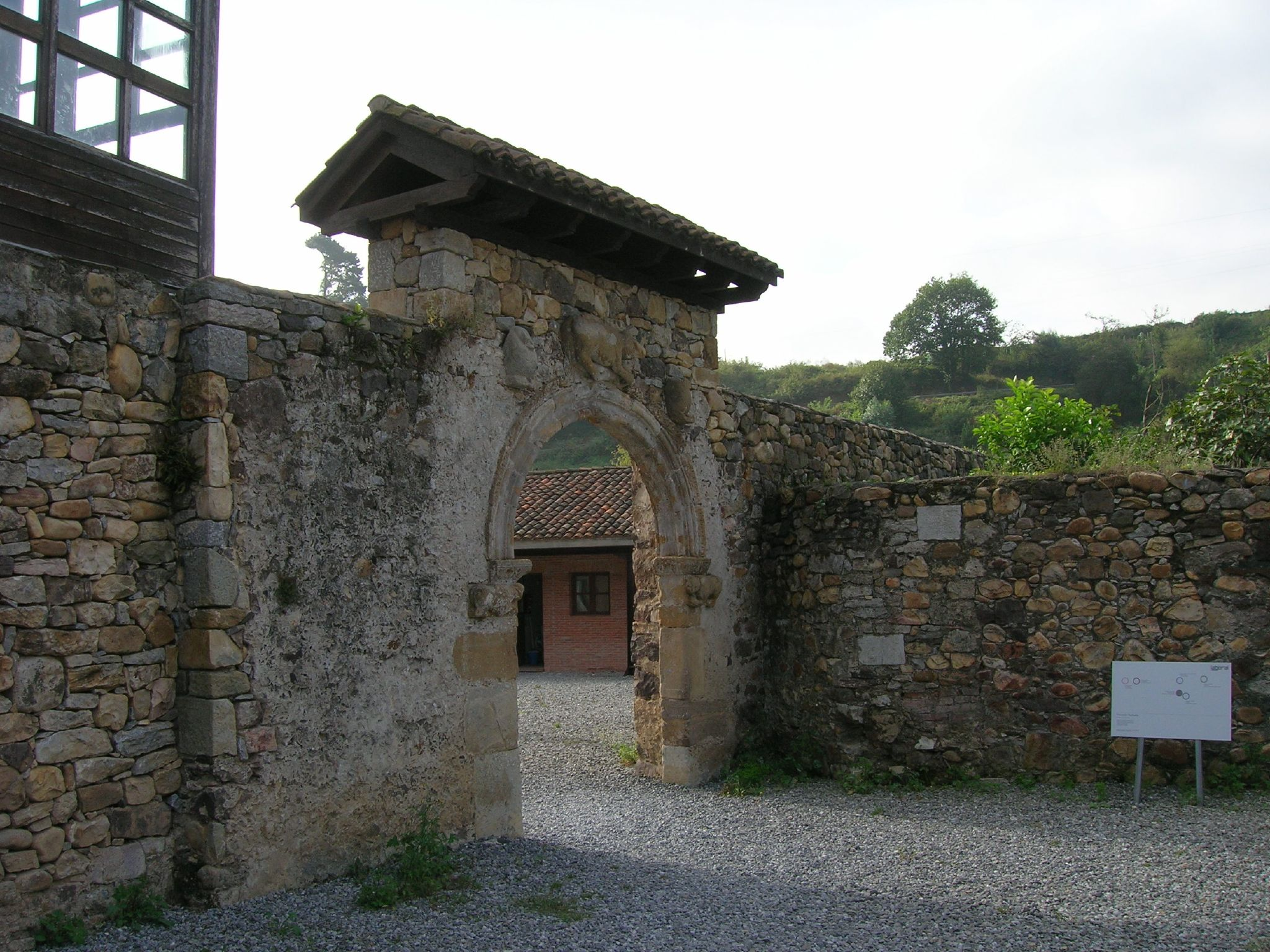
Porta de l‘Ossa.
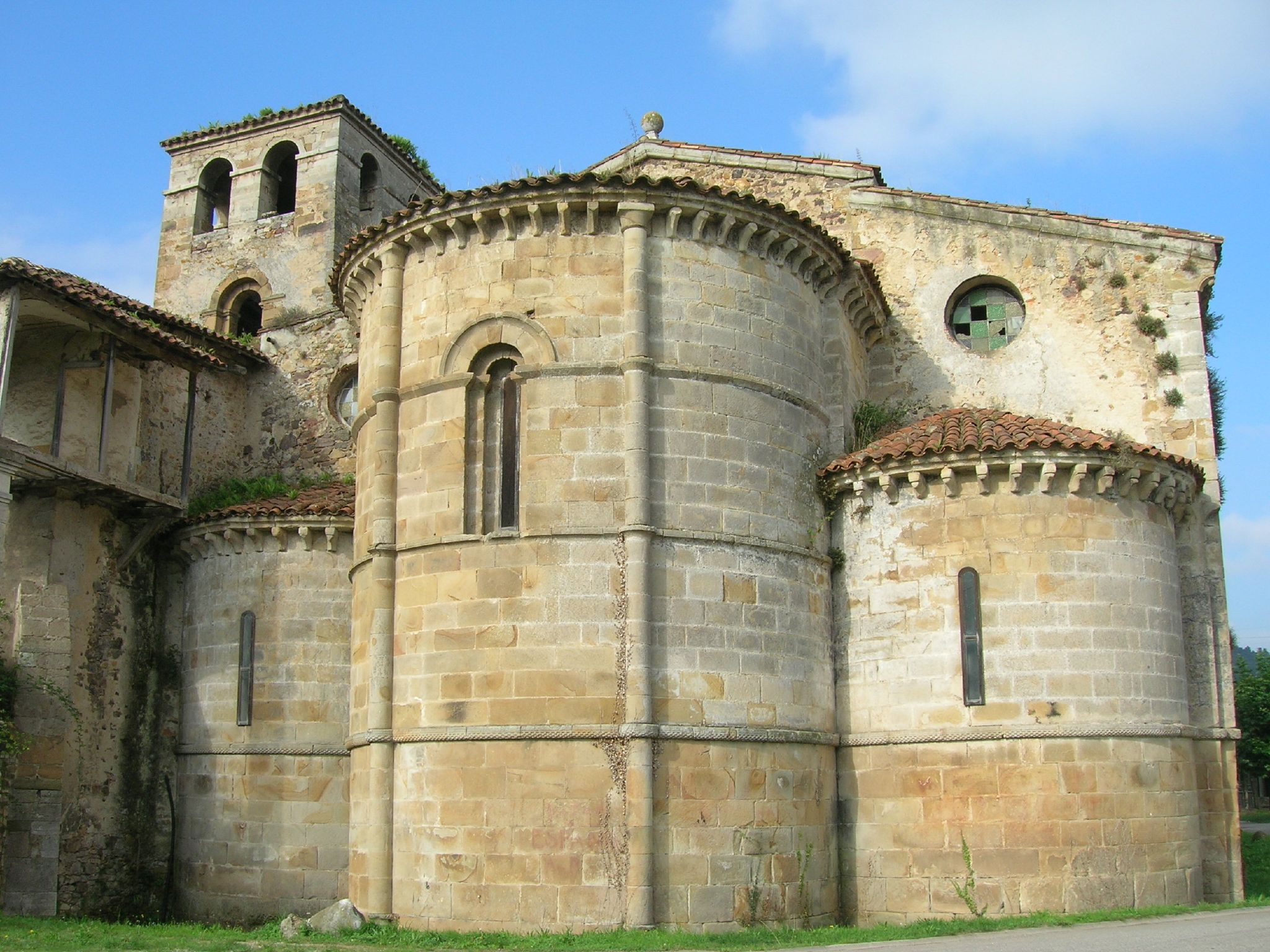
Absis.

Durant el segle xvii es van dur a terme unes intervencions que van consistir fonamentalment en la construcció d'una nova coberta amb volta, elevar un cor als peus de la planta i remodelar la façana.
La façana és d'estil barroc, es divideix en tres cossos rematats en un frontó on es va situar l'escut de Castella i Lleó en el moment en què va passar a pertànyer a la Congregació benedictina de Valladolid. Les columnes són d'ordre compost, amb decoració vegetal; per la seva banda, la porta i el balcó presenten motllures renaixentistes.
El claustre, substitut del medieval, de planta quadrada, presenta dues plantes, les crugies de la planta baixa estan empedrats i la seva coberta és una volta de canó rebaixada, que presenta pintures al fresc, de motius geomètrics; de manera que els arcs són de mig punt. Per la seva banda, la planta alta és una balconada amb llinda i motllura d'orella. Els pilars s'adornen amb frisos correguts i decoració vegetal.